# Chico & Rita
Chico & Rita ist ein Animationsfilm der spanischen Regisseure Fernando Trueba, Javier Mariscal und Tono Errando aus dem Jahr 2010. Die Geschichte von Chico & Rita handelt von einem in die Jahre gekommenen kubanischen Jazzpianisten, der zufällig seinen vor über 60 Jahren selbst komponierten Song im Radio hört, gesungen von der Liebe seines Lebens: Rita Martínez. Die Erinnerungen spielen vor der Kulisse von Havanna, New York City, Las Vegas, Hollywood und Paris der späten 1940er und frühen 1950er Jahre. Der Film ist am 30. August 2012 in den deutschen Kinos angelaufen.

## Handlung
Der in die Jahre gekommene Jazzpianist Chico Valdés verdient inzwischen seinen Lebensunterhalt als Schuhputzer in Havanna. Eines Tages hört er zufällig seinen vor über 60 Jahren selbst komponierten Song im Radio, gesungen von der Liebe seines Lebens: Rita Martínez. Chico erinnert sich, wie er in Havanna 1948 als junger begabter Komponist auf der Suche nach einer Sängerin der hinreißenden Rita begegnete. Da Chico nicht nur von ihrer außergewöhnlichen Stimme beeindruckt ist, entwickelt sich schnell eine Affäre, die jedoch genauso schnell wieder beendet wird, nachdem sich seine Freundin Juanita einmischt.
Musik und die Sehnsucht nach Liebe vereinen sie, aber ihre Reise – in der Tradition der lateinamerikanischen Ballade, dem Bolero – bringt immer wieder Kummer und Leid. Wenig später wird Rita von einem reichen amerikanischen Geschäftsmann angesprochen, der ihr einen Vertrag anbietet. Sie besteht zunächst darauf, dass sie nur zusammen mit Chico, der im Vertrag nicht genannt ist, engagiert werden möchte. Doch Chico, der die Verhandlungen von der Bar aus beobachtet hatte, hat das nicht mitbekommen, betrinkt sich und zieht sich im Zorn zurück. Rita wartet vor seiner Tür und muss mitansehen, wie Chico von Juanita nach Hause begleitet wird.
Rita verlässt schweren Herzens Kuba, um in New York Karriere zu machen. Chico folgt ihr, begleitet von seinem Freund und Manager Ramón. Die beiden lernen die berühmtesten Jazzmusiker der Epoche kennen, die alle in New York auftreten, darunter den Congaspieler Chano Pozo, der nach einem Streit mit einem Dealer von diesem erschossen wird. Dieser Teil der Geschichte beruht auf einem tatsächlichen Ereignis.
Chicos und Ritas Wege kreuzen sich immer wieder. Rita ist inzwischen ein erfolgreicher Hollywood-Star geworden. Als nun endlich die Liebe ihren Weg gefunden hat und beide planen, in Las Vegas zu heiraten, sieht Ramón seine Karriere gefährdet, da er von dem amerikanischen Geschäftsmann und offiziellen Lebensgefährten von Rita abhängig ist. Bei einer Razzia in einem Nachtclub schmuggelt Ramón Drogen in die Jacke von Chico. Chico wird aus den USA nach Kuba deportiert, wo inzwischen die Revolution stattgefunden hat. Bei der Einreise wird sein Pass einbehalten.
Zurück in der Gegenwart wird Chico von jungen amerikanischen Musikern wiederentdeckt, die leidenschaftliche Fans sind und mit ihm ein neues Album aufnehmen. Nach vielen Jahren berührt Chico wieder ein Klavier und feiert eine erfolgreiche Tournee mit vielen Preisen. Mit dem Relaunch seiner Karriere ist es ihm nun endlich möglich, in die Vereinigten Staaten zurückzukehren und Rita zu suchen. In Las Vegas findet er sie in einem Motel wieder, wo sie sich mit Putzen durchgeschlagen hat. Sie hatte immer auf ihn gewartet.

## Entstehung
Regisseur Fernando Trueba lernte den Designer und Künstler Javier Mariscal kennen, als er ihn bat, ein Plakat für seinen Latin-Jazz-Dokumentarfilm Calle 54 (2000) zu gestalten. So begann die Zusammenarbeit, die neben dem Artwork zu Calle 54 später auch ein Jazz-Musik-Restaurant in Madrid entstehen ließ. Die Idee, einen Animationsfilm in Spielfilmlänge zu machen, entstand, als Trueba zu Besuch in Mariscals Studio, dem Estudio Mariscal, war und sich sein Musikvideo zu La Negra Tomasa von dem kubanischen Musiker Compay Segundo ansah. Mariscals Bruder Tono Errando, der den audiovisuellen Bereich im Estudio Mariscal leitet, wurde zur Zusammenarbeit hinzugezogen. Alle drei waren von Anfang an begeistert von der Vorstellung, einen Film über die Musikszene Havannas der späten 1940er und 1950er Jahre zu machen, einer Epoche, in der viele kubanische Musiker nach New York gingen und dort mit US-amerikanischen Jazzmusikern zusammenarbeiteten.

## Produktion
Bevor Mariscal die Schauplätze in Kuba zeichnete, begab er sich dorthin auf eine mehrwöchige Forschungsreise. Zwar blieb durch den wirtschaftlichen Stillstand unter den Bedingungen des Castro-Regimes und des andauernden US-Embargos Havanna in den letzten Jahrzehnten von den verheerenden Auswirkungen einer unkontrollierten Entwicklung verschont, jedoch zeigte sich an vielen Gebäuden der im Film dargestellten Zeit der Zerfall. Aber die Filmemacher stießen auf eine Fundgrube, als sie entdeckten, dass die Stadtverwaltung früher ein Fotoarchiv zusammengestellt hatte, das Straßenreparaturen dienen sollte. So fanden sie Bilder aller Straßenecken Havannas von 1949. Ebenso fand das Team Bilder, die im Inneren von Flugzeugen gemacht wurden, die Amerikaner auf die damalige Party-Insel beförderten. Mariscal meint, dass die Flüge, die aus New York, Washington und Miami kamen, in der damaligen Zeit von kubanischen Musikern begleitet wurden, die die Passagiere unterhielten. Die Filmemacher erhielten zahlreiche Informationen über das Kuba jener Ära, über die Kleidung, die Gesichter, die Straßen, Werbetafeln, Autos, Bars und den Lebensstil.

## Musik
Errando sagt über den im Film behandelten Moment der Entwicklung in der Jazzmusik, dass es „der Moment war, in dem neue Musiker aufkamen, wie Charlie Parker und Dizzy Gillespie, mit einer neuen Art von Musik, die nicht zum Tanzen ist, voller Noten, die schnell gespielt wird: Eine Musik, die wir heute Jazz nennen. Dizzy Gillespie meinte oft in Interviews, dass es für ihn einen sehr wichtigen Moment gab, den Moment, als er das erste Mal mit Chano Pozo spielte. Pozo war der erste Percussionist, der in einer Jazzband spielte“.
Für den Soundtrack des Films, der Musik von Thelonious Monk, Cole Porter, Dizzy Gillespie und Freddy Cole enthält, ist der kubanische Pianist, Bandleader und Komponist Bebo Valdés verantwortlich. Valdés lebte in Stockholm in Abgeschiedenheit, bevor seine Musik durch Truebas Film Calle 54 einem internationalen Publikum neu vorgestellt wurde und Trueba später das Grammy-ausgezeichnete Album Lagrimas Negras produzierte, für das er Valdés mit dem Flamenco-Sänger Diego „El Cigala“ zusammenbrachte.
Trueba konnte auch den Flamenco-Star Estrella Morente davon überzeugen, an dem Film mitzuwirken. Im Verlauf des Films lädt sie den mittlerweile alt gewordenen, und zurückgezogenen Musiker Chico ein, mit ihr sein Lied „Rita’s Song“ aufzunehmen.
Weitere bekannte Musiker, die im Film dargestellt werden, sind Chucho Valdés, Dizzy Gillespie, Charlie Parker, Chano Pozo, Tito Puente, Ben Webster und Thelonious Monk. Mariscal sagt, dass die Studiomusiker für die Aufnahmen zum Soundtrack ihre Vorbilder nachahmten und somit als „musikalische Schauspieler“ agierten. So sollte Jimmy Heath wie Ben Webster spielen, oder Mike Mossman wie Dizzy Gillespie.

## Synchronisation
Die Synchronarbeiten fanden bei der Cinephon Filmproduktions GmbH in Berlin statt. Cornelius Frommann schrieb das Dialogbuch und führte die Dialogregie.
| Rolle                         | Sänger/Sängerinnen und Musiker/Musikerinnen | Originalsprecher | Deutscher Sprecher  |
| ----------------------------- | ------------------------------------------- | ---------------- | ------------------- |
| Chico Valdés                  | Bebo Valdés                                 | Emar Xor Oño     | Alexander Doering   |
| Rita Martínez (Rita La Belle) | Idania Valdés                               | Limara Meneses   | Nadine Leopold      |
| Ramón                         | /                                           | Mario Guerra     | Martin Kautz        |
| Estrella Morente              | Estrella Morente                            |                  |                     |
| Nat King Cole                 | Freddy Cole                                 |                  |                     |
| Ben Webster                   | Jimmy Heath                                 |                  |                     |
| Miguelito Valdés              | Pedrito Martinez                            |                  |                     |
| Dizzie Gillespie              | Michael Phillip Mossman                     |                  |                     |
| Tito Puente                   | Amadito Valdés                              |                  |                     |
| Charlie Parker                | Germán Velazco                              |                  |                     |
| Chano Pozo                    | Yaroldi Abreu                               |                  | Oliver Stritzel     |
| Chico (Celia)                 | Rolando Luna                                |                  |                     |
| Ron                           | /                                           | Lenny Mandel     | Matthias Klie       |
| Juana                         | /                                           |                  | Britta Steffenhagen |

## Auszeichnungen
Europäischer Filmpreis 2011
- Europäischer Filmpreis in der Kategorie Bester Animationsfilm

Trickfilmfestival Stuttgart 2011
- Bester Animationsfilm in der Kategorie AniMovie[5]

Oscarverleihung 2012
- Nominierung in der Kategorie Bester animierter Spielfilm